# 中华人民共和国反家庭暴力法
《中华人民共和国反家庭暴力法》是中华人民共和国的一部预防和制止家庭暴力的法律，于2015年12月27日由第十二届全国人民代表大会常务委员会第十八次会议通过，2016年3月1日起施行。该法内容共有6章，据媒体称，该法對家庭暴力的範疇、預防、處置、人身安全保護令和法律責任作出規定。

## 立法背景
据2011年发布的全国妇联的一项抽样调查表明，在中国大陆，家庭暴力现象目前现象非常普遍。这种现象不仅发生在夫妻之间，还多发于父母与未成年子女、成年子女与年迈父母之间。另据统计，在中国大陆2.7亿个家庭中，30%的妇女遭受过家庭暴力，而施暴者九成为男性。每年有近10万个家庭因家庭暴力而解体。而受中国传统家庭的观念影响，有些人还抱有男尊女卑的看法，还有一些人错误地认为，打老婆、打小孩都不违法。而受害者觉得家暴是家丑，所以很多人选择默默忍受。
另外，由于中国特殊的文化背景和發展現狀，決定了中國的家庭關係的特殊性和複雜性，使得这一点成為《反家庭暴力法》立法的難點。

## 立法过程
早在2000年，中国大陆各一级行政区相继出台了反家暴专门法规或政策。从2008年至2011年，全国妇联在此年间向全国人大建言，制定一部国家社会领域的综合性反家暴法。
2011年，全国人大常委会法制工作委员会社会法室与全国妇联密切合作，共同开展了实地调研、国内外研讨会等一系列有关反家庭暴力法的立法必要性、可行性的调研论证工作。当时，社会各界要求反家暴专门立法的呼声很高。
2014年11月24日，全国人大常委会已将《反家庭暴力法》列入立法规划，进入起草阶段。
2015年3月，全国人大委员长张德江宣布正式推进《反家庭暴力法》实施。同年8月，全国人大常委会对《反家庭暴力法》一審稿进行初審，并在中國人大網進行了公佈。
2015年12月27日，第十二届全国人民代表大会常务委员会第十八次会议以158票贊成、1票棄權，表決通过了《反家庭暴力法》，并由中华人民共和国主席习近平签署第37号主席令颁布该法。该法也是中国大陆少数仅经二审“极速通过”的完整法律。

## 内容
《反家庭暴力法》共分6章38条，该法對家庭暴力的範疇、預防、處置、人身安全保護令和法律責任作出規定，其中规定了「家庭成員之間以毆打、捆綁、殘害、限制人身自由以及經常性謾罵、恐嚇等方式實施的身體、精神等侵害行為」，均屬家庭暴力。此外，该法还設立了人身安全保護令制度，規定當事人因遭受家庭暴力或者面臨家庭暴力的現實危險，向人民法院申請人身安全保護令的，緊急情況下人身安全保護令應在24小時內作出；人身安全保護令失效前，法院可根據受害人的申請撤銷、變更或延長。同时法律还规定，對遭受家庭暴力的未成年人、老年人、殘疾人、孕期和哺乳期婦女以及重病患者要求給予特殊保護；学校、幼儿园、医疗机构、居委会、村委会、社会工作服务机构、救助管理机构、福利机构及其工作人员，若在工作中发现无民事行为能力人、限制民事行为能力人遭受家暴或疑似遭受家暴，须及时向公安机关报告。而在二审期间争议性极大的有关性暴力的内容没有列入到该法中。
另外，法案規定，同居關係的人之間發生的暴力也被納入家庭暴力，受法律約束。不過，全國人大常委會法制工作委員會社會法室負責人郭林茂表示，在中國還不曾發現同性戀之間發生暴力事件，因此新出台的反家暴法中「共同生活的人員」不包括同性戀。

## 评价
从2014年11月25日公布了该法的征求意见稿及2015年8月对该法草案初審以来，中国大陆民众普遍支持该法，并提出了一些意见，譬如擴大家庭成員的範圍和增加家庭暴力的類型等。另据中国官媒《检察日报》报道指出：“要充分发挥好反家暴法的评价功能，广泛宣传该项法律的精神实质，让那些被家暴伤害的人看到光明，看到希望，让法治的力量与理性逐渐战胜落后道德的顽固与愚昧。长此以往，家暴受害人就会逐渐拥有维权举报的勇气，施暴人也会意识到自身行为属于违法犯罪，而逐渐收敛甚至反省。”